# 高橋景保
高橋 景保（たかはし かげやす、天明5年〈1785年〉 - 文政12年2月16日〈1829年3月20日〉）は、江戸時代後期の天文学者。通称、作左衛門。

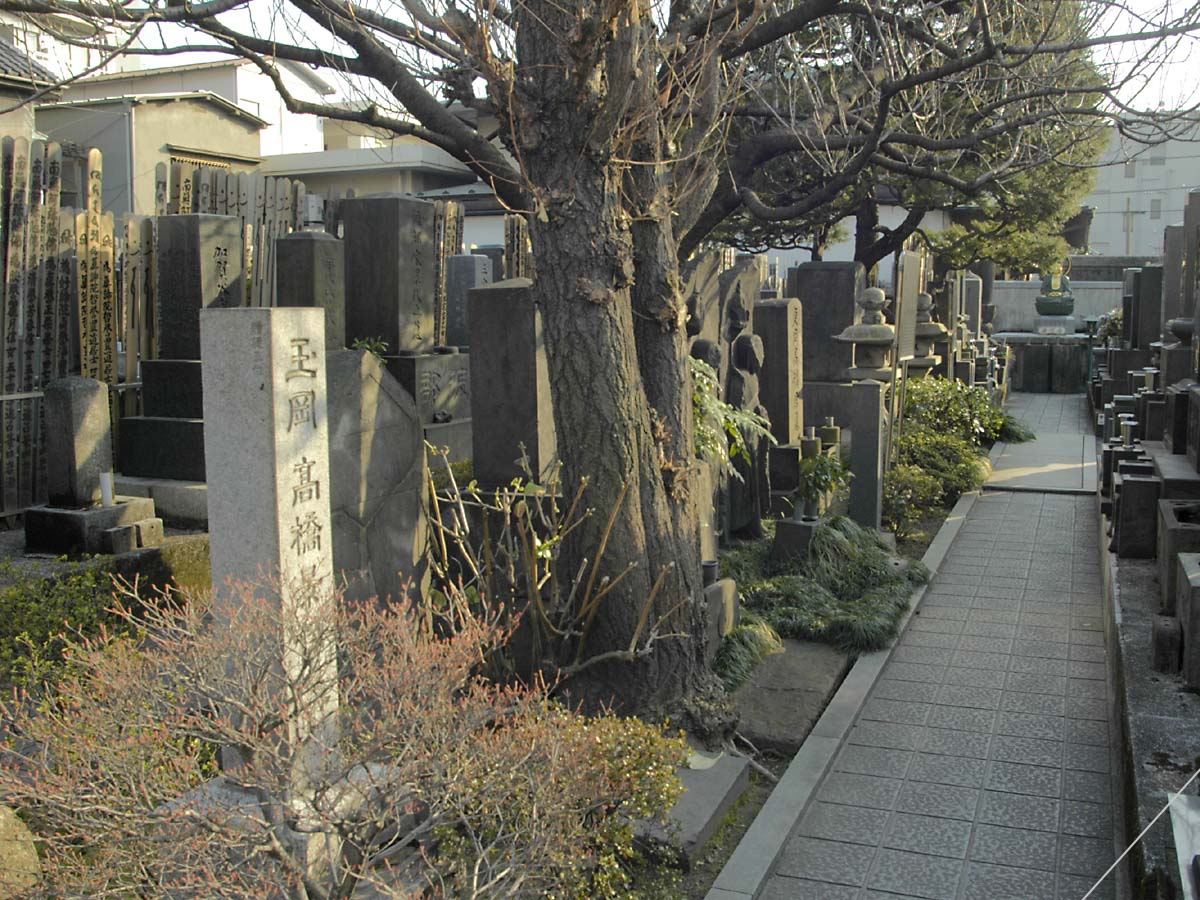
上野源空寺にある高橋景保墓（左手前）。奥に高橋至時・伊能忠敬の墓が並んでいる。

## 生涯
天文学者である高橋至時の長男として大坂に生まれた。渋川景佑は弟。
文化元年（1804年）に父の跡を継いで江戸幕府天文方となり、天体観測・測量、天文関連書籍の翻訳などに従事する。
文化7年（1810年）、「新訂万国全図」を制作した（銅版画制作は亜欧堂田善）。一方で伊能忠敬の全国測量事業を監督し、全面的に援助する。忠敬の没後、彼の実測をもとに『大日本沿海輿地全図』を完成させる。ロシア使節ニコライ・レザノフが来日時に持参した満洲文字による国書を1808年に翻訳するよう命じられ、1810年に「魯西亜国呈書満文訓訳強解」を作成。その後、満洲語の研究を進め、複数の著書を残している。
文化8年（1811年）、蛮書和解御用の主管となり、「厚生新編」を訳出する業務を始めている。
文化11年（1814年）には書物奉行兼天文方筆頭に就任した。
ヴァシーリイ・ゴローウニンの『日本幽囚記』（1816年）がロシアで出版された際には、その誤った記述を正すため、ゴローヴニン事件でともに逮捕したムール少尉の「獄中上表」をオランダ語訳し、ヨーロッパで出版する計画を推進したが、シーボルト事件により果たせなかった。
文政11年（1828年）のシーボルト事件に関与して10月10日（11月16日）に伝馬町牢屋敷に投獄され、翌文政12年2月16日（1829年3月20日）に獄死している。享年45。獄死後、遺体は塩漬けにされて保存され、翌文政13年3月26日（1830年4月18日）に、改めて引き出されて罪状申し渡しの上斬首刑に処せられている。このため、公式記録では死因は斬罪という形になっている。
墓は上野の源空寺。高橋至時・伊能忠敬・高橋景保の大日本沿海輿地全図組三人頭の墓地が並んでいる。

## 高橋景保が登場する作品

### 小説
- 吉村昭『ふぉん・しいほるとの娘』（毎日新聞社、1978年）
- 二宮陸雄『高橋景保一件 - 幕府天文方書物奉行』（愛育社、2005年） ISBN 475000233X

### 映画
- 和蘭囃子（新東宝、1954年） - 演：滝沢修[5]
- 大河への道（松竹、2022年） - 演：中井貴一

### テレビドラマ
- 大江戸神仙伝（日本テレビ、1985年） - 演：長門裕之
- 必殺スペシャル・春 勢ぞろい仕事人! 春雨じゃ、悪人退治（ABC、1990年） - 演：前田吟

### 舞台
- 洋学年代記（1936年） - 演：薄田研二
- 出島小宇宙戦争（2020年） - 演：鳳月杏

### 漫画
- よしながふみ『大奥』